# Haltérophilie aux Jeux olympiques d'été de 2020
Navigation
Rio 2016 Paris 2024
Les épreuves d’haltérophilie des Jeux olympiques d'été de 2020 devaient se dérouler du 25 juillet au 5 août 2020 au Tokyo International Forum à Tokyo (Japon), et ont été reportées à 2021. 14 épreuves sont au programme : 7 en catégories masculines et 7 en catégories féminines.
Pour tendre vers la parité, la Fédération internationale d'haltérophilie a supprimé la catégorie des coqs (-56 kg) entrainant également la redéfinition totale des catégories. On notera ainsi la quasi-création d'une catégorie, en passant la catégorie +75 kg à +87 kg.

## Compétitions

### Calendrier
| Q | Qualification | F | Finale |

| Date           | Sam 24 | Sam 24 | Dim 25 | Dim 25 | Dim 25 | Lun 26 | Lun 26 | Mar 27 | Mar 27 | Mar 27 | Mer 28 | Mer 28 | Jeu 29 | Ven 30 | Sam 31 | Sam 31 | Sam 31 | Dim 1 | Dim 1 | Lun 2 | Lun 2 | Lun 2 | Mar 3 | Mar 3 | Mer 4 | Mer 4 |
| Épreuve ↓      | M      | A      | M      | A      | S      | A      | S      | M      | A      | S      | A      | S      | NC     | NC     | M      | A      | S      | A     | S     | M     | A     | S     | A     | S     | A     | S     |
| -------------- | ------ | ------ | ------ | ------ | ------ | ------ | ------ | ------ | ------ | ------ | ------ | ------ | ------ | ------ | ------ | ------ | ------ | ----- | ----- | ----- | ----- | ----- | ----- | ----- | ----- | ----- |
| Hommes         |        |        |        |        |        |        |        |        |        |        |        |        |        |        |        |        |        |       |       |       |       |       |       |       |       |       |
| 61 kg hommes   |        |        | B      | A      |        |        |        |        |        |        |        |        |        |        |        |        |        |       |       |       |       |       |       |       |       |       |
| 67 kg hommes   |        |        | B      |        | A      |        |        |        |        |        |        |        |        |        |        |        |        |       |       |       |       |       |       |       |       |       |
| 73 kg hommes   |        |        |        |        |        |        |        |        |        |        | B      | A      |        |        |        |        |        |       |       |       |       |       |       |       |       |       |
| 81 kg hommes   |        |        |        |        |        |        |        |        |        |        |        |        |        |        | B      | A      |        |       |       |       |       |       |       |       |       |       |
| 96 kg hommes   |        |        |        |        |        |        |        |        |        |        |        |        |        |        | B      |        | A      |       |       |       |       |       |       |       |       |       |
| 109 kg hommes  |        |        |        |        |        |        |        |        |        |        |        |        |        |        |        |        |        |       |       |       |       |       | B     | A     |       |       |
| +109 kg hommes |        |        |        |        |        |        |        |        |        |        |        |        |        |        |        |        |        |       |       |       |       |       |       |       | B     | A     |
| Femmes         |        |        |        |        |        |        |        |        |        |        |        |        |        |        |        |        |        |       |       |       |       |       |       |       |       |       |
| 49 kg femmes   | B      | A      |        |        |        |        |        |        |        |        |        |        |        |        |        |        |        |       |       |       |       |       |       |       |       |       |
| 55 kg femmes   |        |        |        |        |        | B      | A      |        |        |        |        |        |        |        |        |        |        |       |       |       |       |       |       |       |       |       |
| 59 kg femmes   |        |        |        |        |        |        |        | B      | A      |        |        |        |        |        |        |        |        |       |       |       |       |       |       |       |       |       |
| 64 kg femmes   |        |        |        |        |        |        |        | B      |        | A      |        |        |        |        |        |        |        |       |       |       |       |       |       |       |       |       |
| 76 kg femmes   |        |        |        |        |        |        |        |        |        |        |        |        |        |        |        |        |        | B     | A     |       |       |       |       |       |       |       |
| 87 kg femmes   |        |        |        |        |        |        |        |        |        |        |        |        |        |        |        |        |        |       |       | B     | A     |       |       |       |       |       |
| +87 kg femmes  |        |        |        |        |        |        |        |        |        |        |        |        |        |        |        |        |        |       |       | B     |       | A     |       |       |       |       |

### Les épreuves
Les haltérophiles concourent dans deux types d'épreuves : l'arraché et l'épaulé-jeté, avec trois essais pour chacun d'entre eux.
14 médailles d'or seront attribuées dans les catégories suivantes :
| - 61 kg hommes - 67 kg hommes - 73 kg hommes - 81 kg hommes - 96 kg hommes - 109 kg hommes - +109 kg hommes |  | - 49 kg femmes - 55 kg femmes - 59 kg femmes - 64 kg femmes - 76 kg femmes - 87 kg femmes - +87 kg femmes |

### Nations participantes
L'Égypte, la Malaisie, la Thaïlande et la Roumanie sont exclues de ces Jeux pour de multiples cas de dopage.

## Qualifications
Le nombre maximum d'athlètes par catégorie de poids est de 14, chaque comité peut envoyer une délégation maximale de 4 hommes et de 4 femmes, avec un seul sportif par épreuve.

## Podiums

### Hommes
| Épreuves                        | Or               | Argent               | Bronze                |
| ------------------------------- | ---------------- | -------------------- | --------------------- |
| - de 61 kg résultats détaillés  | Li Fabin         | Eko Yuli Irawan      | Igor Son              |
| - de 67 kg résultats détaillés  | Chen Lijun       | Luis Javier Mosquera | Mirko Zanni           |
| - de 73 kg résultats détaillés  | Shi Zhiyong      | Julio Mayora         | Rahmat Erwin Abdullah |
| - de 81 kg résultats détaillés  | Lü Xiaojun       | Zacarías Bonnat      | Antonino Pizzolato    |
| - de 96 kg résultats détaillés  | Fares Ibrahim    | Keydomar Vallenilla  | Anton Pliesnoi        |
| - de 109 kg résultats détaillés | Akbar Djuraev    | Simon Martirosyan    | Artūrs Plēsnieks      |
| + de 109 kg résultats détaillés | Lasha Talakhadze | Ali Davoudi          | Man Asaad             |

### Femmes
| Épreuves                       | Or             | Argent                | Bronze               |
| ------------------------------ | -------------- | --------------------- | -------------------- |
| - de 49 kg résultats détaillés | Hou Zhihui     | Saikhom Mirabai Chanu | Windy Cantika Aisah  |
| - de 55 kg résultats détaillés | Hidilyn Diaz   | Liao Qiuyun           | Zulfiya Chinshanlo   |
| - de 59 kg résultats détaillés | Kuo Hsing-chun | Polina Guryeva        | Mikiko Ando          |
| - de 64 kg résultats détaillés | Maude Charron  | Giorgia Bordignon     | Chen Wen-huei        |
| - de 76 kg résultats détaillés | Neisi Dajomes  | Katherine Nye         | Aremi Fuentes Zavala |
| - de 87 kg résultats détaillés | Wang Zhouyu    | Tamara Salazar        | Crismery Santana     |
| + de 87 kg résultats détaillés | Li Wenwen      | Emily Campbell        | Sarah Robles         |

## Tableau des médailles
- Pays organisateur (Japon)

| Rang  | Nation                 | Or | Argent | Bronze | Total |
| ----- | ---------------------- | -- | ------ | ------ | ----- |
| 1     | Chine                  | 7  | 1      | 0      | 8     |
| 2     | Équateur               | 1  | 1      | 0      | 2     |
| 3     | Taipei chinois         | 1  | 0      | 1      | 2     |
| 3     | Géorgie                | 1  | 0      | 1      | 2     |
| 5     | Canada                 | 1  | 0      | 0      | 1     |
| 5     | Philippines            | 1  | 0      | 0      | 1     |
| 5     | Qatar                  | 1  | 0      | 0      | 1     |
| 5     | Ouzbékistan            | 1  | 0      | 0      | 1     |
| 9     | Venezuela              | 0  | 2      | 0      | 2     |
| 10    | Indonésie              | 0  | 1      | 2      | 3     |
| 10    | Italie                 | 0  | 1      | 2      | 3     |
| 12    | République dominicaine | 0  | 1      | 1      | 2     |
| 12    | États-Unis             | 0  | 1      | 1      | 2     |
| 14    | Arménie                | 0  | 1      | 0      | 1     |
| 14    | Colombie               | 0  | 1      | 0      | 1     |
| 14    | Grande-Bretagne        | 0  | 1      | 0      | 1     |
| 14    | Inde                   | 0  | 1      | 0      | 1     |
| 14    | Iran                   | 0  | 1      | 0      | 1     |
| 14    | Turkménistan           | 0  | 1      | 0      | 1     |
| 20    | Kazakhstan             | 0  | 0      | 2      | 2     |
| 21    | Lettonie               | 0  | 0      | 1      | 1     |
| 21    | Japon                  | 0  | 0      | 1      | 1     |
| 21    | Mexique                | 0  | 0      | 1      | 1     |
| 21    | Syrie                  | 0  | 0      | 1      | 1     |
| Total | Total                  | 14 | 14     | 14     | 42    |